# Лидия
Лидия (асирийски: Luddu; гръцки: Λυδία; староперсийски: Спарда), или по-рано Меония, е древно царство (1200 – 546 пр.н.е.) на територията на днешна Турция.
Разположено е в региона на средиземноморския бряг на Мала Азия срещу островите Лесбос, Хиос и Самос. Населяван е от народността лиди (меони).
Граничи с Мизия на север, Фригия на изток и Кария на юг, също и с горните острови, които се населяват от йонийски гърци. Столицата Сарди (близо до днешното село Сарт) e основана от цар Гиг (716 – 678 пр.н.е.) вероятно през 687 пр.н.е. Последният цар е Крез (р. 591/590 пр.н.е.; п. 541 пр.н.е.)
Лидия е била сатрапия на Ахеменидската империя със столица Сарди. Първият сатрап Табалус е назначен от цар Кир Велики. Лидия е първата държава, която е създала парите под формата на метални монети.
След разгрома на Персийското царство от Александър Велики и неговата смърт през 312 пр.н.е. страната е владение на Селевкидите. През 188 пр.н.е. е предадена на Пергамон. През 133 пр.н.е. е част от римската провинция Азия.